# Kanton Gagny
Kanton Gagny (fr. Canton de Gagny) je francouzský kanton v departementu Seine-Saint-Denis v regionu Île-de-France. Tvoří ho pouze město Gagny.
Kanton Gagny je francouzská správní divize, která se nachází v sousedství Le Raincy, v departementu Seine-Saint-Denis (Île-de-France région). Jeho hranice byly upraveny při francouzské kantonové reorganizaci, která vstoupila v platnost v březnu 2015. Jeho sídlo je v Gagny.

## Složení
Skládá se z následujících obcí: Gagny, Neuilly-sur-Marne, Sousední kantony, Kanton Livry-Gargan (sever), Kanton Tremblay-en-France (severovýchod), Kanton Villemomble (západ), Kanton Noisy-le-Grand (jih).